# Семёнова, Татьяна Алексеевна
Татьяна Алексеевна Семёнова (15 декабря 1914 — 6 мая 2000 года) — передовик советского сельского хозяйства, доярка колхоза «Красная заря» Дедовичского района Псковской области, Герой Социалистического Труда (1960).

## Биография
Родилась в 1914 году в деревне Рои, Дедовичского района Псковской области в русской крестьянской семье. В школе училась мало, необходимо было работать, чтобы помочь семье. 
Работать начала в 1929 году дояркой в коммуне "Комсомолец". Чуть позже перешла в полеводческую бригаду. С 1951 по 1970 годы доярка в колхозе "Красная Заря" Дедовичского района Псковской области. 
Передовик производства. В 1959 году сумела получить в среднем от каждой закреплённой коровы по 4750 килограммов молока. С инициативой через газету обратилась ко всем животноводам Псковской области приложить все усилия и добиться увеличения надоев. Такое предложение было поддержано на бюро Псковского обкома КПСС.      
Указом Президиума Верховного Совета СССР от 7 марта 1960 года за получение высоких показателей в сельском хозяйстве и рекордные надои молока Татьяне Алексеевне Семеновой было присвоено звание Героя Социалистического Труда с вручением ордена Ленина и медали «Серп и Молот».
Продолжала трудиться в колхозе, показывала высокие производственные результаты. В 1970 году ушла на заслуженный отдых. 
Умерла 6 мая 2000 года. Похоронена в Санкт-Петербурге.  

## Награды
За трудовые успехи была удостоена:
- золотая звезда «Серп и Молот» (07.03.1960)
- орден Ленина (07.03.1960)
- другие медали.